# Stein Rønning

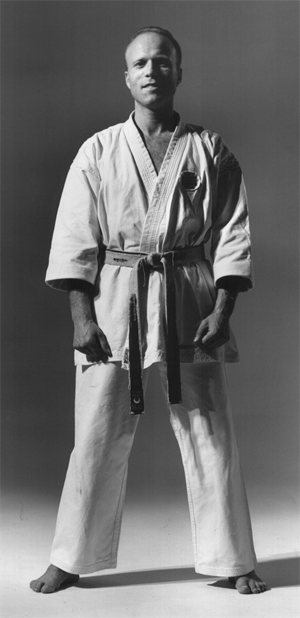
Stein Rønning

Stein Widar Rønning (* 28. Mai 1965 in Tau, Gemeinde Strand, Norwegen; † 23. Januar 2008 in Stavanger) war ein norwegischer Karateka.
Gemeinsam mit seinen beiden Brüdern begann er als Jugendlicher 1978 mit dem Karatesport. Anfang der 1980er Jahre wurde der  Trainer der norwegischen Nationalmannschaft, Martin Burkhalter, auf ihn aufmerksam und begann ihn zu fördern. Im Alter von 20 Jahren wurde Rønning in Oslo Europameister. Seitdem war er bei zahlreichen anderen Wettbewerben erfolgreich. Neben zwei weiteren EM-Titeln (1988, 1993) gewann er in seiner Disziplin die World Games 1989 in Karlsruhe. Ein Jahr darauf erreichte er mit dem Titelgewinn bei der WKF-Karate-Weltmeisterschaft 1990 in Mexiko-Stadt den Höhepunkt seiner Karriere.
Bereits während seiner aktiven Laufbahn begann Rønning in Stavanger und in seinem Heimatort Tau auch als Trainer zu arbeiten. Er war bekannt dafür, großen Wert auf die traditionellen ethischen Werte seines Sports zu legen, die er als Ausbilder auch weitervermittelte. 
Rønning starb im Januar 2008 nach schwerer Krankheit im Universitätsklinikum in Stavanger.